# سیارک ۸۵۰۰
سیارک ۸۵۰۰ (به انگلیسی: 8500 Hori، نامگذاری:1990TU) هشت هزار و پانصدمین سیارک کشف شده‌است که در ۱۰ اکتبر ۱۹۹۰ کشف شد.
قدر مطلق سیارک برابر ۱۲٫۶۰ است.